# Avče
Avče so naselje in sedež istoimenske krajevne skupnosti v Občini Kanal ob Soči. Kraj leži ob lokalni cesti Kanal-Kal nad Kanalom, 5 km severovzhodno od Kanala.
Stari viri omenjajo, da je bilo tu naselje že v rimski dobi.

## Znamenitosti

### Naravna in kulturna dediščina
Župnijska cerkev sv. Martina je poznogotska zgradba.

### Avški meteorit
31. marca 1908 ob 9. uri dopoldne je v bližini Avč padel meteorit. Dogodek je prestrašil nemalo prebivalcev in sprožil živahne odmeve v tedanjih časopisih. Avški meteorit je imel maso 1230 gramov in največjo dolžino približno 11 cm. Danes je shranjen v Mineraloško-petrografskem oddelku Prirodoslovnega muzeja (Naturhistorisches Museum Wien) na Dunaju.

## Zgodovina
Med drugo svetovno vojno je bila v Avčah italijanska in pozneje nemška postojanka, ki je varovala železniško progo Jesenice -  Gorica. Dne 26. oktobra 1943 so postojanko napadli partizani in zajeli vso posadko. Napad so ponovili še januarja in junija 1944. Ob zadnjem napadu so tudi razstrelili mostove čez potoka Avščico in Avšček.